# Cosmopolis, Washington
Cosmopolis är en ort i Grays Harbor County i delstaten Washington, USA.